# Schoenoplectus americanus
Schoenoplectus americanus är en halvgräsart som först beskrevs av Christiaan Hendrik Persoon, och fick sitt nu gällande namn av Albert Volkart. Schoenoplectus americanus ingår i släktet sävsläktet, och familjen halvgräs. Inga underarter finns listade i Catalogue of Life.